# Fair Isaac Corporation
FICO (Fair Isaac Corporation) è una società di analisi dei dati, con sede a San Jose in California, focalizzata sui servizi di credit scoring. Fu fondato da Bill Fair e Earl Isaac nel 1956. Il cosiddetto punteggio FICO o score FICO, è una misura del rischio di credito al consumo ed è diventato un punto riferimento nel mondo del credito al consumo negli Stati Uniti.
Nel 2013, i creditori hanno acquistato più di 10 miliardi di punteggi FICO e circa 30 milioni di consumatori americani hanno avuto accesso ai propri punteggi.
È quotata al NYSE e rientra nella lista S&P 400. Il CEO dell'azienda è William Lansing.